# Farol de São Sebastião
O Farol de São Sebastião, é um farol são-tomense que se localiza na fortaleza de mesmo nome, na ponta este da baía Ana Chaves em São Tomé, capital de São Tomé e Príncipe.
Torre cilíndrica de seis metros, no cimo da muralha da fortaleza, com uma escada exterior em ferro conduzindo à lanterna. Torre pintada de branco, lanterna escada e galeria vermelhos.
A fortaleza de São Sebastião alberga atualmente o Museu Nacional de História e Arte.

## História
Desde 1866 que no local existiria já um farol. Em 10 de novembro de 1928, foi inaugurada a torre atual. Em 20 de setembro de 1994, foi levada a cabo uma remodelação deste farol pela Marinha de Guerra Portuguesa, ao abrigo dos acordos de Cooperação Técnico Militar Luso-Santomense.

## Características
Luz:
fl..5s, ec. 1.5s
fl..5s, ec. 1.5s
fl..5s, ec. 1.5s
fl..5s, ec. 5.5s

## Informações
- Uso actual: Ajuda activa à navegação
- Acesso: Av. 12 de julho
- Aberto ao público: Local aberto, visitantes podem facilmente subir à galeria
- Nº internacional: D-4237
- Nº NGA: 25192[3]
- Nº ARLHS: SAO-002[4]
- Nº IPA: ST000101010003[5]